# 三人の童子

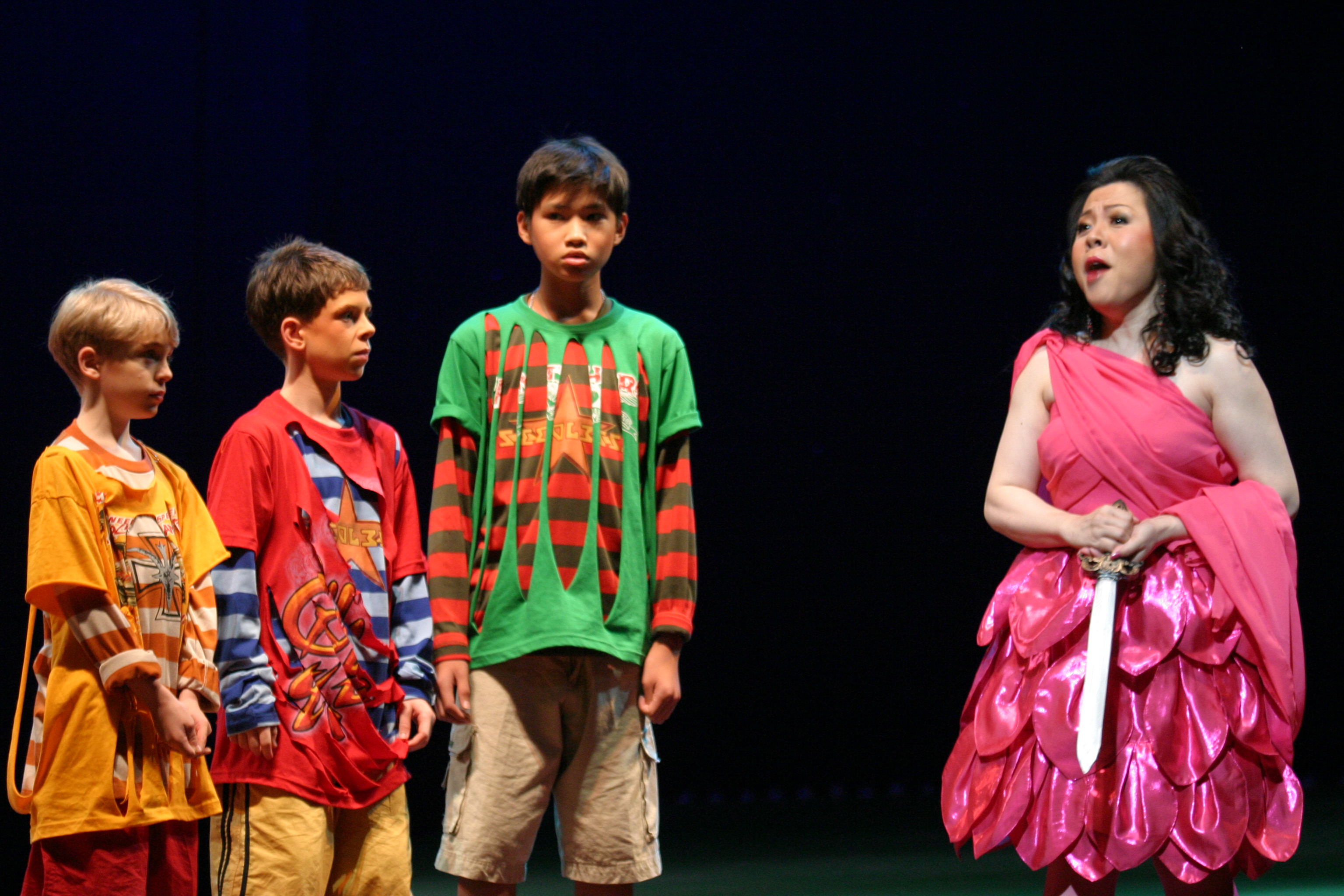
少年の演じる「三人の童子」

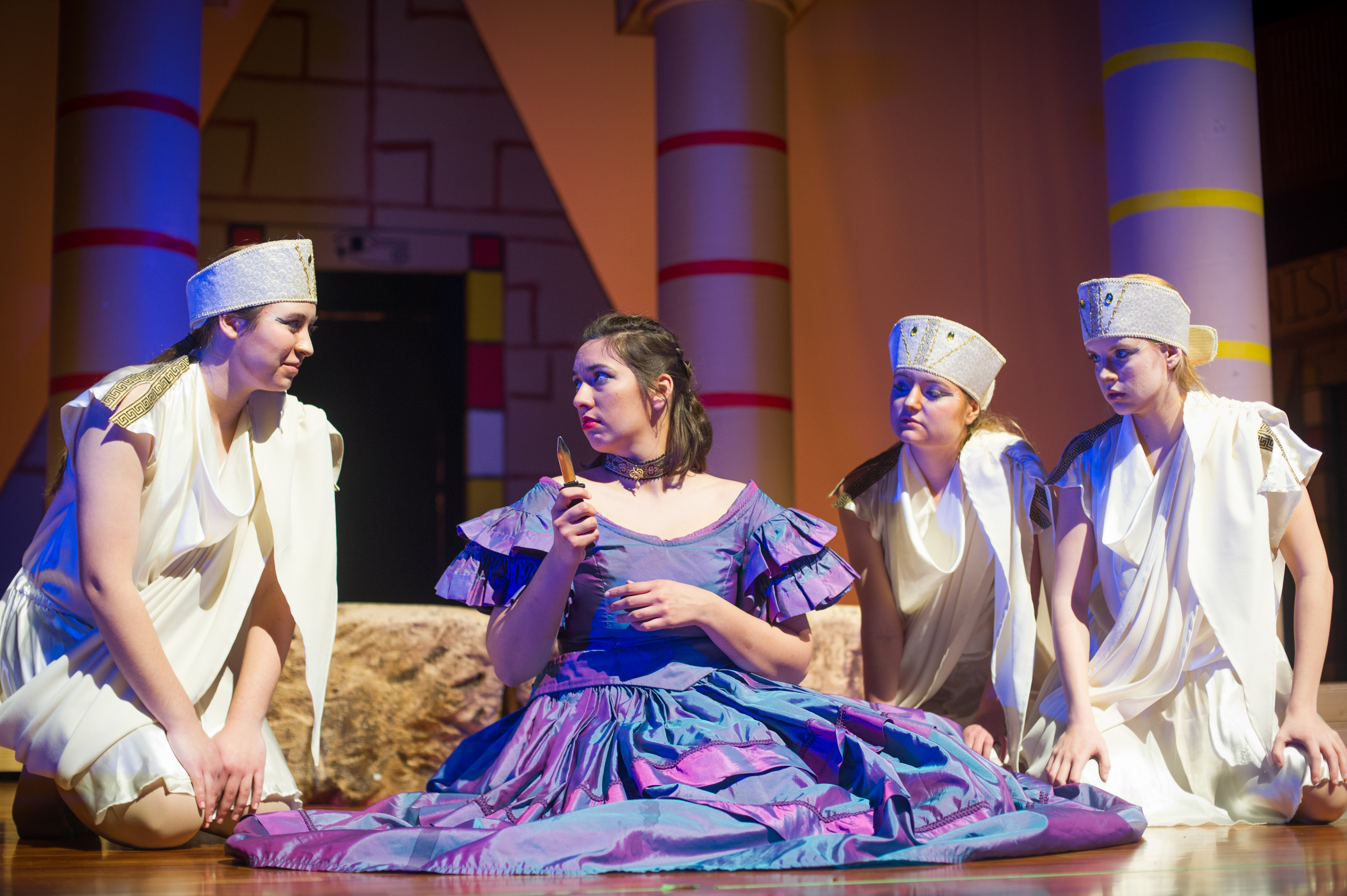
女性の演じる「三人の童子」

三人の童子 (ドイツ語: Die drei Knaben) は、ヴォルフガング・アマデウス・モーツァルトのオペラ『魔笛』に登場する三人の子供。声域はそれぞれトレブルまたはソプラノが二人とメゾソプラノ。

## 筋書き
三人の待女はタミーノとパパゲーノに賢い三人の童子と紹介する。神官ザラストロの宮殿に向かおうとするタミーノに道案内をする。パミーナはタミーノに話しかけても黙っているので、タミーノからの愛は消え失せてしまった誤解してしまい、自殺しようとしていたパミーナを慰める。パパゲーノはパパゲーナがいないことに悲しみ、自殺を試みる。そこに再び童子たちが登場して魔法の鈴を使うよう助言する。助言の通りにしてみるとパパゲーナがあらわれ、2人は喜ぶ。

## 音楽
本来はボーイソプラノが演じるが、成人女性歌手が演じることも多い。海外ではウィーン少年合唱団、日本ではTOKYO FM少年合唱団などが演じた例がある。

### 歌唱場面
- No.8: フィナーレ「この道はあなたを目的へと導いていく」 Finale - Zum Ziele führt dich diese Bahn
- No.16: 三重唱「再びようこそ」 Terzett - Seid uns zum zweitenmal willkommen
- No.21: フィナーレ「やがて朝を告げるために輝きわたるのは」 Finale - Bald prangt, den Morgen zu verkünden